# Менінгізм
Менінгі́зм (лат. meningismus, англ. meningism, від лат. meninx, род. відм. meningis — «мозкова оболона») — синдром подразнення мозкових оболон, який виникає внаслідок збільшення об'єму циркулюючої спинномозкової рідини та підвищення її тиску на больові нервові рецептори оболон, а не за рахунок запалення їх.

## Причини
Менінгізм притаманний тяжким формам багатьох інфекційних хвороб, які перебігають з надвисокою гарячкою та інтоксикацією, зокрема при тяжкому грипі, церебральній малярії, тощо. Також менінгізм відбувається при деяких отруєннях (ураження чадним газом, мідним купоросом, який часто використовують при виготовленні кустарних наркотичних речовин, тощо), окремих патологічних станах (тепловий, сонячний удар, тощо). Наявність нерозшифрованого менінгізму потребує проведення подальшого ретельного дослідження для виявлення причин внутрішньочерепної гіпертензії (арахноїдит, пухлина головного мозку, нейрогельмінтози, тощо)

## Клінічні прояви
Головними проявом є головний біль, який може бути меншим за інтенсивністю ніж при менінгітах, субарахноїдальному крововиливі. Рідше з'являються нудота, блювання. Певною мірою відбувається гіперестезія.
Обов'язковим етапом діагностики в такій ситуації є визначення менінгеальних симптомів. На відміну від менінгіту при менінгізмі їхня виразність є меншою. Дуже значним для верифікації цієї ситуації є визначення симптому триніжка.

## Лабораторно-інструментальна діагностика
За наявності підозри на менінгізм та позитивних менінгеальних симптомів обов'язковим є проведення люмбальної пункції. Під час її проведення відзначають підвищений тиск спинномозкової рідини / ліквора, яка витікає через голку. Усі інші показники ліквора не змінені, що відрізняє від зміненого ліквора при інших причинах менінгеального синдрому.
Детальніші відомості з цієї теми ви можете знайти в статті Люмбальна пункція.
Детальніші відомості з цієї теми ви можете знайти в статті Спинномозкова рідина.

## Лікування
Обумовлене в першу чергу лікуванням тих хвороб, на тлі яких розвинувся менінгізм. Для зменшення тиску спинномозкової рідини проводять дегідратаційну терапію з використанням осмотичних (манітол, гліцерин тощо) і петльових діуретиків (фуросемід, торасемід тощо).